# Conus conspersus
Conus conspersus é uma espécie de gastrópode do gênero Conus, pertencente à família Conidae.